# Görzke
Görzke är en kommun och ort i Landkreis Potsdam-Mittelmark i förbundslandet Brandenburg i Tyskland.
Den tidigare kommunen Hohenlobbese uppgick i Görzke 31 mars 2002.
Kommunen ingår i kommunalförbundet Amt Ziesar tillsammans med kommunerna Buckautal, Gräben, Wenzlow Wollin och Ziesar.